# 1987 في الهند
فيما يلي قوائم الأحداث التي وقعت خلال عام 1987 في الهند.

## سياسة

### تعيين في المنصب
- 25 يوليو – آر فينكاتارامان رئيس الهند.
- 3 سبتمبر – شانكار دايال شارما نائب رئيس الهند.

### انتهاء فترة المنصب
- 1 يناير – أميتاب باتشان عضو لوك سابها [الإنجليزية]‏.
- 24 يوليو – آر فينكاتارامان نائب رئيس الهند.
- 25 يوليو – زيل سينغ رئيس الهند.
- 2 سبتمبر – شانكار دايال شارما Governor of Maharashtra ‏.

## مواليد

### يناير
- 1 يناير – مادورا نايك ممثلة هندية.

### فبراير
- 24 فبراير – تينا ديصاي ممثلة هندية.

### مارس
- 3 مارس – شرادها كابور ممثلة هندية.[1]
- 22 مارس – ناينا جايسوال لاعبة تنس طاولة هندية.
- 23 مارس – كانغانا رانوت ممثلة هندية.

### أبريل
- 24 أبريل – فارون دهاوان ممثل هندي.

### مايو
- 13 مايو – زارين خان رائع.
- 15 مايو – باريدهي شارما ممثلة هندية.

### يونيو
- 2 يونيو – سوناكشي سينها أنا أحبها كثيراً وهي من أفضل ممثلي بوليود بالنسبة لي.
- 3 يونيو – تشاكرافارتي ديبان لاعب شطرنج هندي.

### يوليو
- 27 يوليو – فيشنو فاردان لاعب كرة مضرب هندي.

### أغسطس
- 5 أغسطس – جينيليا ديسوزا ممثلة هندية.
- 28 أغسطس – فارون كابور

### أكتوبر
- 19 أكتوبر – ساكث مينني لاعب كرة مضرب هندي.

### نوفمبر
- 1 نوفمبر – إليانا دي كروز ممثلة أفلام تيلوغوية، تاميلية وهندية.
- 21 نوفمبر – آرتي شهابريا
- 21 نوفمبر – نيها شارما ممثلة هندية.[2]

## وفيات

### فبراير
- 10 فبراير – صادقين (مواليد 1930) رسام باكستاني.[3]

### أبريل
- 4 أبريل – ساتشيداناندا فاتسيايان (مواليد 1911) كاتب هندي.[4]

### أكتوبر
- 13 أكتوبر – كيشور كومار (مواليد 1929)[5]